# Сапега, Александр Михаил
Александр Михаил Сапега (пол. Aleksander Michał Sapieha; 12 сентября 1730; Высокое — 28 мая 1793; Варшава) — литовский государственный и военный деятель, гетман польный литовский (1762—1775), воевода полоцкий (1754—1775), член Постоянного Совета (1773—1775), канцлер великий литовский с 1775 года, маршалок Трибунала Великого княжества Литовского (1789), маршалок Тарговицкой конфедерации, подскарбий надворный литовский.

## Биография
Старший сын воеводы брест-литовского Казимира Леона Сапеги и Каролины Терезы Радзивилл. Ему принадлежали Высокое, Друя, Зельва, Старый и Новый Быхов, Лунное и другие местечки в Литве и Белоруссии. Учился в иезуитском коллегиуме в Любартове. После смерти своего отца Александр Михал Павел Сапега перешел под опеку своего дяди, епископа Юзефа Станислава Сапеги. В 1746 году был избран послом на сейм.
В 1747 году князь Александр Михал Павел Сапега был назначен обозным великим литовским. В 1750 году получил чин генерал-майора литовских войск. В 1754 г. Александр Михал Павел Сапега был назначен воеводой полоцким. После смерти своих дядей Юзефа Станислава в 1754 году и Михала Антония в 1760 году стал действовать самостоятельно. В 1762 году был назначен польным гетманом литовским.

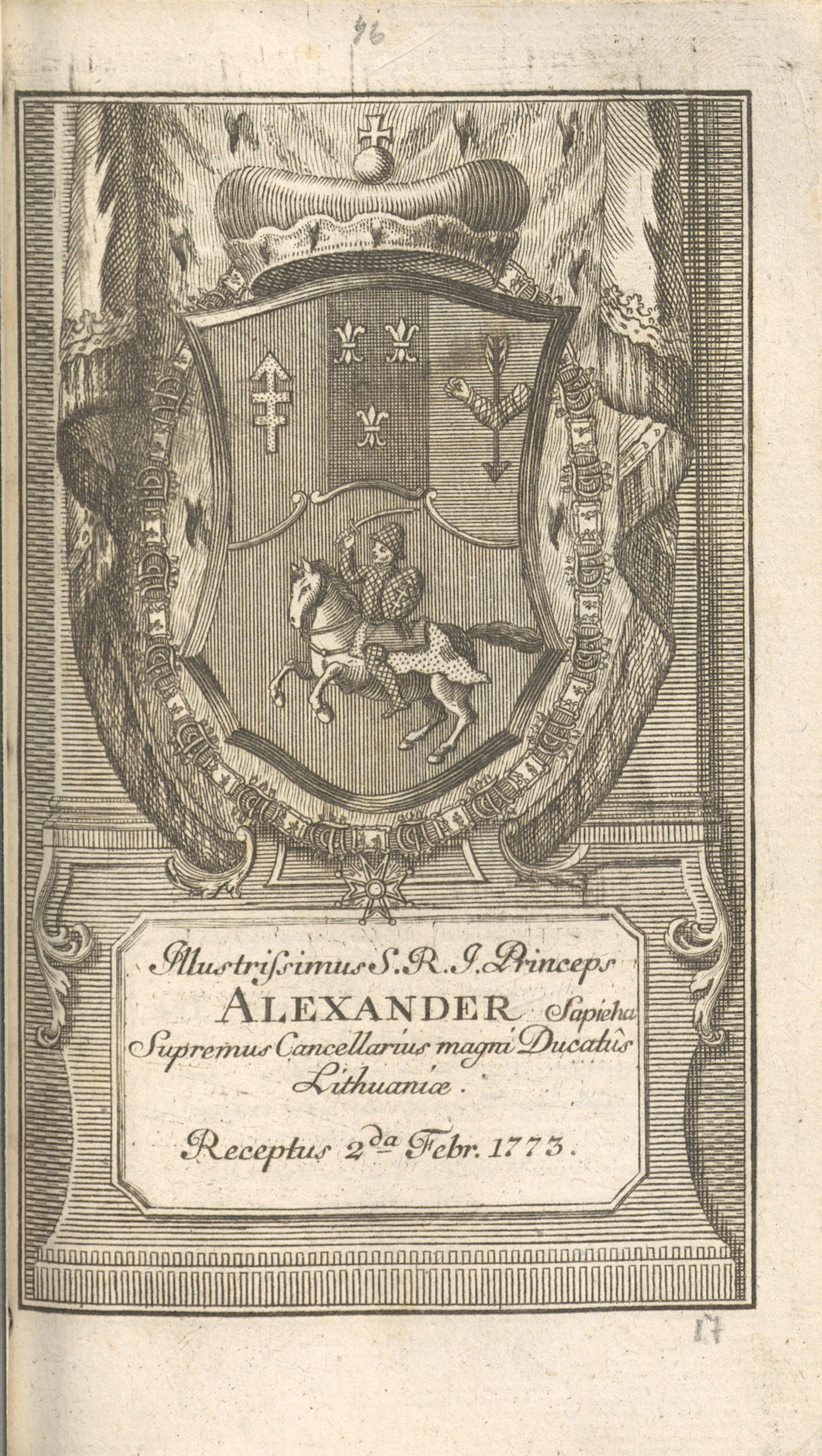
Княжеский герб Александра Сапеги.

В 1763—1764 гг. польный гетман литовский Александр Михал Павел Сапега находился на стороне Кароля Станислава Радзивилла и выступал против кандидатуры Станислава Понятовского на польский престол. После избрания на польский трон Станислава Понятовского перешел на сторону «Фамилии», а его жена Магдалена завязала роман с новым королём. Во время Барской конфедерации польный гетман литовский Александр Михал Павел Сапега тайно поддерживал конфедератов, часть литовских хоругвей перешли на сторону конфедератов.
В 1771 году Александр Михал Павел Сапега был вызван в Варшаву, где объявил Станиславу Понятовскому о лояльности короне литовских войск. В 1775 году при содействии русского посланника Отто Магнуса фон Штакельберга получил титул великого канцлера литовского. В 1788 году был избран послом на «великий» сейм, где в 1789 году был избран маршалком литовского трибунала. В мае 1791 года великий канцлер литовский Александр Михал Павел Сапега выступал против принятия новой конституции. В 1792 году поддержал Тарговицкую конфедерацию и был избран маршалком конфедератов в Великом княжестве Литовском.
В 1753 году награждён орденом Белого Орла, в 1765 году — орденом Святого Станислава, в 1776 году — орденами Святого апостола Андрея Первозванного и Святого Александра Невского. 
Умер 28 мая 1793 года в Варшаве.
По словам современника, Сапега был самым умеренным из всех тогдашних государственных людей. От природы мягкий и миролюбивый, он предпочитал политике музыку и живопись. Он всегда склонялся к менее решительным средствам и потерял под конец всякое влияние на тех, которые, держась предвзятых взглядов, ненавидели Понятовского и помышляли лишь о мести.

## Семья

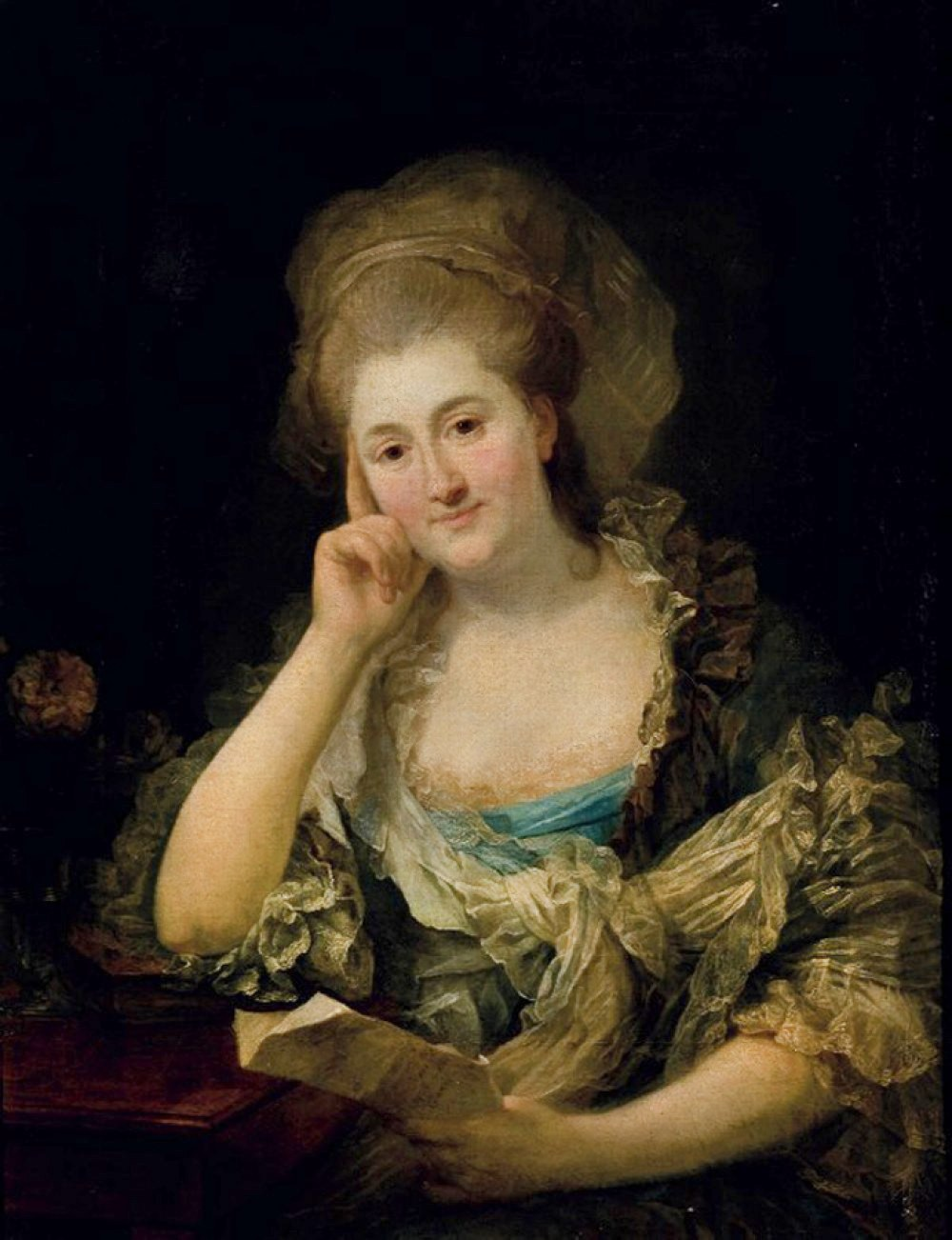
Магдалена Сапега, жена

27 декабря 1756 года Александр Михаил Сапега женился на Магдалене Агнешке Любомирской (1739—1780), дочери великого мечника коронного князя Антония Бенедикта Любомирского и Анны Софии Ожаровской. Будучи миловидной и очень честолюбивой особой, оказывала значительное влияние на своего мужа. Состояла в любовной связи с графом Алоизом Брюлем и была одной из фавориток последнего польского короля Понятовского, от которого имела дочь Констанцию (1768—1844) и сына Михаила (1770—1828). Из-за этого обстоятельства Сапега длительное время отказывался признавать младшего сына Франтишека своим. Дети:
- Казимир Сапега (1757—1758)
- Анна Теофила Сапега (1758—1813), 1-й муж с 1774 года князь Иероним Януш Сангушко (1743—1812), 2-й муж с 1786 года Северин Потоцкий (1762—1829).
- Каролина Сапега (1759—1814), 1-й муж с 1775 года Теодор Потоцкий (ум. 1812), 2-й муж подстолий великий коронный Станислав Солтык.
- Марианна Сапега (1760— ?), 1-й муж Ян Соллогуб, 2-й муж князь Игнацы Пузына.
- Эмилия Сапега (1762—1835), жена подкомория стародубского Франтишека Ельского.
- Франтишек Сапега (1772—1829), генерал литовской артиллерии (1793).